# Vittorio Emanuele Bressanin
Vittorio Emanuele Bressanin (Musile di Piave, 2 dicembre 1860 – Venezia, 16 agosto 1941) è stato un pittore e scultore italiano.

## Biografia
Vittorio Emanuele, figlio di una famiglia di commercianti, sente la predisposizione per la pittura e decide di trasferirsi, ancor giovane, a Venezia per approfondire i propri studi nella locale Accademia di belle arti.  Presso l'Accademia studiò con profitto sotto la guida del maestro Pompeo Gherardo Molmenti. Conseguito il diploma viene chiamato ad insegnare alla locale Scuola d'Arte, fondata nel 1872, dove contribuì alla formazione degli studenti con colleghi del calibro di Ettore Tito, Ludovico Cadorin ed Emilio Paggiato.
Parallelamente alla sua professione di docente svolge numerose opere pittoriche, su tela e a fresco, fedele al barocco dei frescanti veneti settecenteschi abbinate a tematiche neorococò ripetitive alle quali, nonostante il panorama artistico italiano si stesse evolvendo, rimase fedele fino alla sua morte.
Il primo successo che lo fece conoscere a livello nazionale lo ottenne nel 1887, con l'opera L'ultimo senato esposta all'Esposizione nazionale artistica di Venezia, successo bissato a Milano nel 1894 con il conseguimento del Premio Principe Umberto con l'opera Fuoco spento.

## Opere

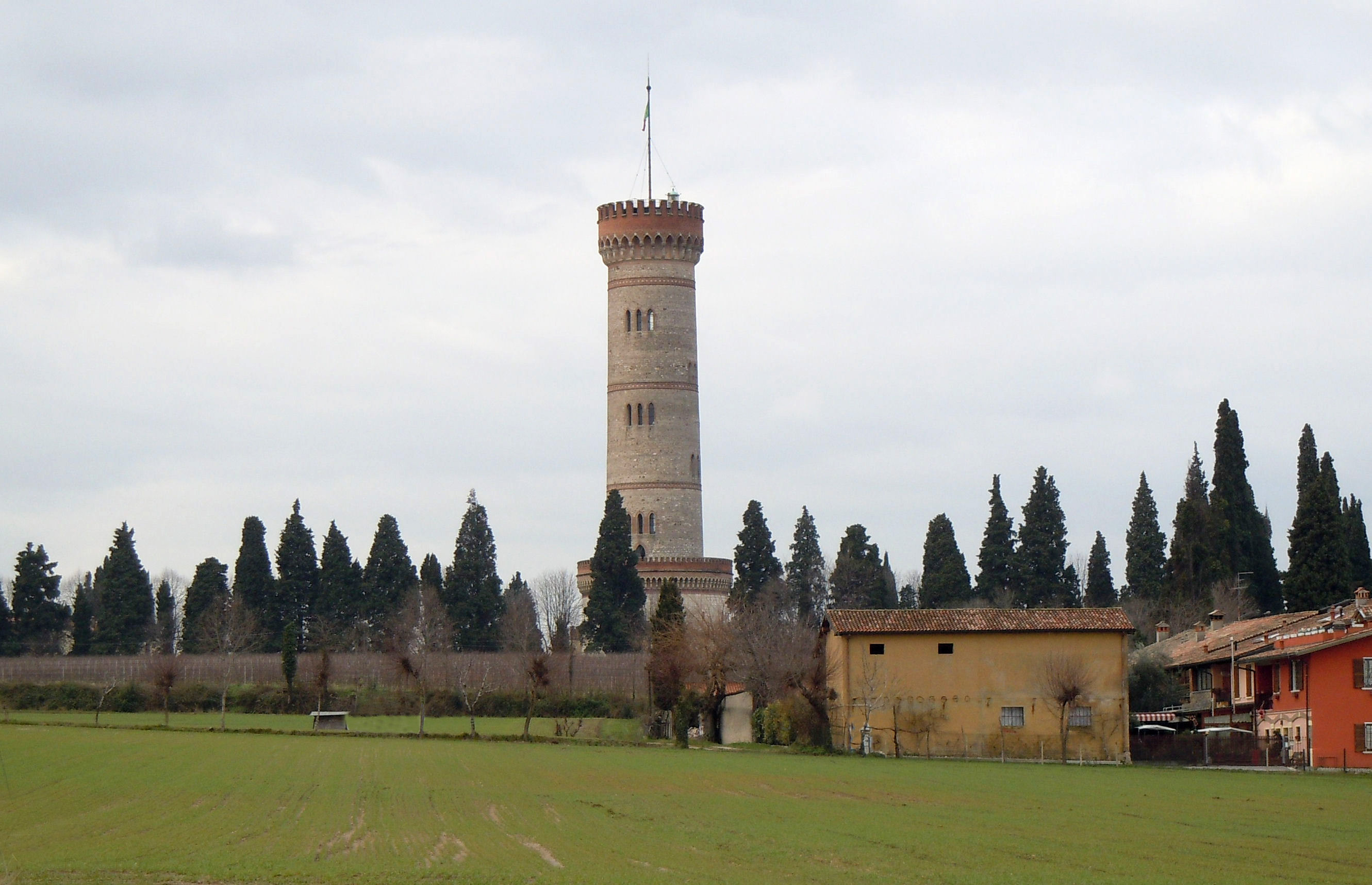
Torre monumentale di San Martino della Battaglia

(lista parziale)

### Affreschi
- Interno della Torre monumentale di San Martino della Battaglia, frazione di Desenzano del Garda, già di Rivoltella (Allegoria dell'Italia e di sette città Italiane[3], Il Convegno di Vignale[4], L'entrata a Milano di Vittorio Emanuele II e Napoleone III dopo la vittoria di Magenta[5], Vittorio Emanuele al ponte di Palestro[6], Vittorio Emanuele in Campidoglio[7], Difesa di Venezia[8]).
- Soffitto della Sala dei Concerti, ex Sala da Ballo di Palazzo Pisani, all'interno del Liceo musicale Benedetto Marcello a Venezia, oggi Conservatorio. Il dipinto, eseguito a tempera tra il 1904 e il 1906, raffigura la Glorificazione della Musica.
- Soffitto della Chiesa della Beata Vergine del Soccorso detta "La Rotonda" a Rovigo.

### Quadri
- L'ultimo senato, 1887, Venezia, Palazzo Ducale Sala della Quarantia Civil Vecchia
- Quadri laterali del presbiterio della chiesa dei Santi Francesco e Giustina a Rovigo, 1890, raffiguranti San Francesco innanzi a Innocenzo III e il Martirio di Santa Giustina
- Pala dell'altare maggiore della Chiesa arcipretale di San Marco a Rovereto
- Quadri nella chiesa di Santa Maria Immacolata a Casale di Scodosia
- Il fuoco spento, 1894, Museo Civico di Venezia
- La bottega del caffè, 1897, Museo Marangoni di Udine
- La tentazione del santo, 1899, collezione dalla Galleria d'arte moderna di Venezia (Ca' Pesaro)
- Modestia e vanità, 1899, collezione dalla Galleria d'arte moderna di Venezia (Ca' Pesaro)
- Il Baro, 1901, collezione dalla Galleria d'arte moderna di Venezia (Ca' Pesaro)
- Zioba grasso, 1905, esposto alla Sesta Esposizione Internazionale d'Arte della città di Venezia
- Pannelli decorativi nella sala del consiglio d'amministrazione dell'Istituto d'arte di Venezia, ora Liceo Artistico Statale Michelangelo Guggenheim. Sono rappresentate le allegorie di: Pittura, Architettura, Ceramica, Metallo e Tessuto.
- Carnevale in piazza, Siesta nel parco e Un’avventura, insieme compongono il Trittico del Carnevale, 1907. In origine erano nel palazzo Contarini Corner dei Cavalli a Venezia
- Ritratto di Carlo Goldoni, 1907, collezione dalla Galleria d'arte moderna di Venezia (Ca' Pesaro)
- Venezia gloriosa per la sua sapienza civile e politica, per l’amore alle Arti e alla Guerra, Una nave capitana veneta, seicentesca, in piena battaglia e Tributo d’arte: le navi apportanti a Venezia da Costantinopoli i cavalli d’oro per la Basilica, 1911, realizzate per la Sala della Gloria all'interno del   Padiglione Veneto dell’Esposizione Nazionale di Roma, per il cinquantenario dell’Unità d’Italia. Ora si trovano a Ca' Corner

### Sculture
- A mio figlio, bronzo esposto alla Quarta Esposizione Internazionale della città di Venezia del 1901